# Cyberpunk 2077
Cyberpunk 2077 je akcijska igra igranja vlog, ki jo je razvijal in leta 2020 objavil CD Projekt. Zgodba se odvija v Night Cityju (angleško za Nočno mesto), odprtem svetu, ki se nahaja v vesolju Cyberpunk. Igralci prevzamejo prvoosebno perspektivo prilagodljivega plačanca, znanega kot V, ki lahko pridobi veščine vdiranja in mehanizacije z možnostmi za bližnji in daljni boj.
Igro je s pomočjo REDengine 4 razvila ekipa s približno 500 člani, kar je preseglo število ljudi, ki so delali na prejšnji igri studia The Witcher 3: Wild Hunt (2015). CD Projekt je v poljskem Vroclavu odprl nov oddelek in sodeloval s podjetji Digital Scapes, Nvidia, QLOC in Jali Research za pomoč pri produkciji. Ustvarjalec Cyberpunka Mike Pondsmith je sodeloval kot svetovalec, igralec Keanu Reeves pa ima glavno vlogo v videoigri. Prvotno partituro je vodil Marcin Przybyłowicz, v njej pa je sodelovalo več licenciranih umetnikov.
CD Projekt je izdal Cyberpunk 2077 za PlayStation 4, Stadio, Windows in Xbox One 10. decembra 2020, različici za PlayStation 5 in Xbox Series X/S pa naj bi sledili leta 2021. Prejel je pohvalo za svojo pripoved, okolje in grafiko, čeprav so nekateri elementi igranja bili deležni mešanih odzivov. V nasprotju s tem so ga pogosto kritizirali zaradi hroščev, zlasti v različicah za konzole, ki so prav tako trpele zaradi težav z zmogljivostjo; Sony je igro odstranil iz trgovine PlayStation 17. decembra 2020.